# Luis María Lasúrtegui
Luis María Lasúrtegui, född den 28 mars 1956 i Pasaia i Spanien, är en spansk roddare.
Han tog OS-silver i tvåa utan styrman i samband med de olympiska roddtävlingarna 1984 i Los Angeles.